# ليو أندرياس
ليو أندرياس (بالإنجليزية: Lew Andreas)‏ هو لاعب كرة قاعدة أمريكي، ولد في 25 فبراير 1895 في سترلينغ في الولايات المتحدة، وتوفي في 16 يونيو 1983.

## روابط خارجية
- ليو أندرياس على موقع كلية كرة السلة في سبورتس رفرنس.كوم (الإنجليزية)